# Warlugulong
 (mai 2025).
Warlugulong est un tableau de 1977 peint par l'aborigène Clifford Possum Tjapaltjarri.
Appartenant depuis de nombreuses années à la Commonwealth Bank, le tableau a été revendu le 24 juillet 2007 pour 2,4 millions de dollars australiens à la Galerie nationale d'Australie, fixant ainsi le record de valeur pour une œuvre d'art aborigène contemporaine aux enchères.
Le tableau est conservé à la Galerie nationale d'Australie de Canberra.